# Maccabi Haifa B.C.
Il Maccabi Haifa B.C. è la squadra di pallacanestro della polisportiva Maccabi Haifa, con sede ad Haifa, in Israele. Fu fondata nel 1953 e milita nella massima serie del campionato di pallacanestro israeliano.

## Collegamenti esterni

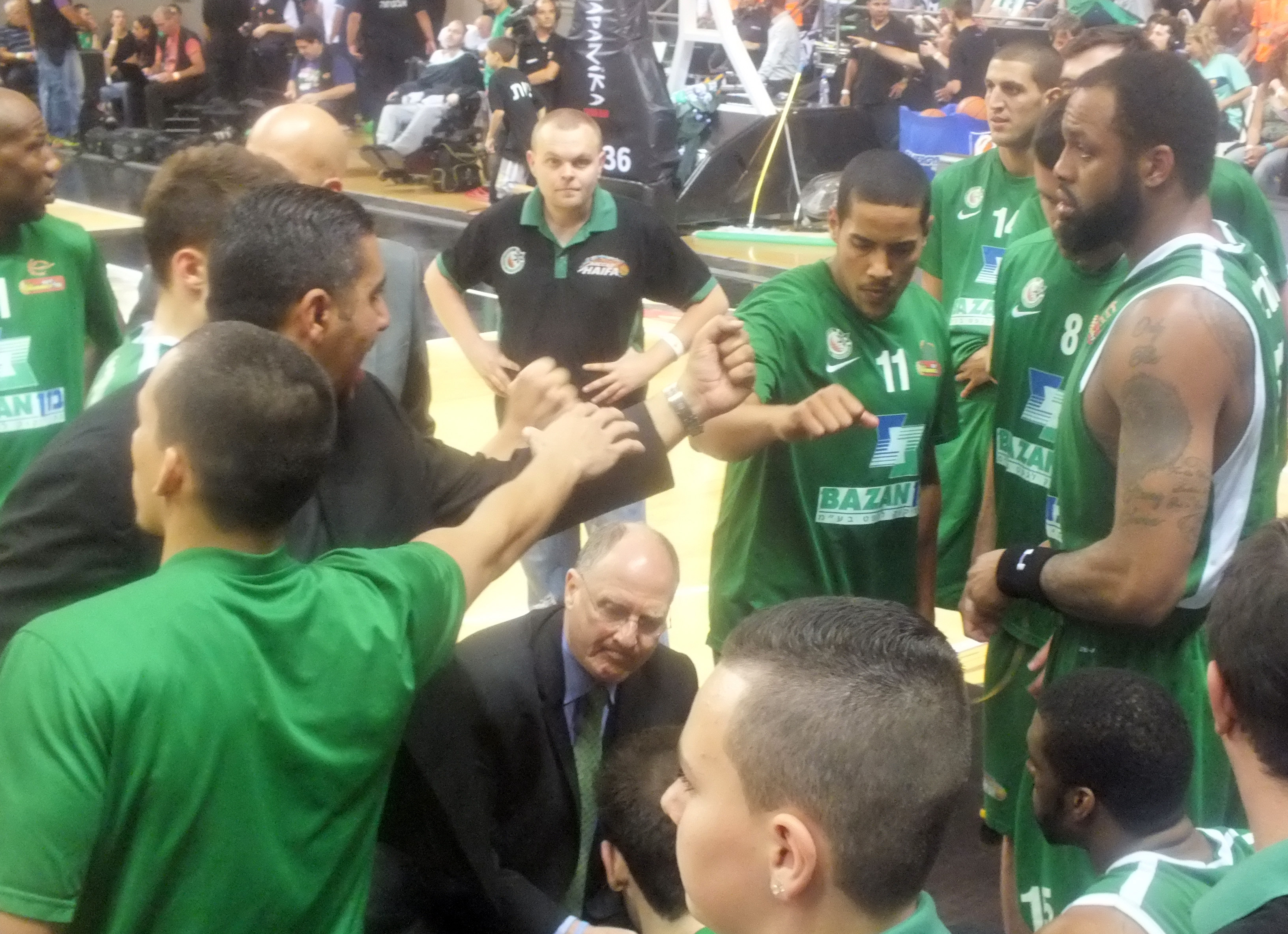
Campionato 2013

## Roster 2021-2022
Aggiornato al 26 luglio 2021.
|    | Naz.                                        | Ruolo | Sportivo          | Anno | Alt. | Peso | Note |
| -- | ------------------------------------------- | ----- | ----------------- | ---- | ---- | ---- | ---- |
| 0  | Stati Uniti (bandiera)                      | G     | Chris Dowe        | 1991 | 188  | 86   |      |
| 1  | Stati Uniti (bandiera)                      | P     | Kalin Lucas       | 1989 | 185  | 88   |      |
| 2  | Israele (bandiera)                          | G     | Rom Geffen        | 1994 | 193  | 84   |      |
| 5  | Israele (bandiera)                          | G     | Michael Brisker   | 1998 | 185  |      |      |
| 7  | Russia (bandiera) · Israele (bandiera)      | C     | Alex Čubrevič     | 1986 | 212  | 113  |      |
| 8  | Israele (bandiera)                          | AP    | Ilay Chen         | 2003 | 195  |      |      |
| 9  | Bielorussia (bandiera) · Israele (bandiera) | C     | Roman Sorkin      | 1996 | 208  | 104  |      |
| 12 | Israele (bandiera)                          | G     | Shaked Biala      | 2002 | 188  | 88   |      |
| 17 | Israele (bandiera)                          | P     | Naor Sharon       | 1995 | 193  | 88   |      |
| 18 | Israele (bandiera)                          | P     | Danel Kozahinof   | 2001 | 177  | 82   |      |
| 19 | Israele (bandiera)                          | AP    | Maxim Fuxman      | 2002 | 201  | 90   |      |
| 21 | Bielorussia (bandiera) · Israele (bandiera) | G     | Roman Rubinshteyn | 1996 | 195  | 78   |      |
| 24 | Stati Uniti (bandiera)                      | AP    | Taylor Braun      | 1991 | 201  | 95   |      |

### Staff tecnico
| Allenatore: | Amit Ben David |
| Assistente: | Lior Barnea    |

## Palmarès

### Titoli nazionali
- Campionato israeliano: 1

2012-2013
- Liga Leumit: 1

2018-2019

## Cestisti
- Ron Davis 1990-1991
- Eric Anderson 2019-2020